# Esferoides multicelulares

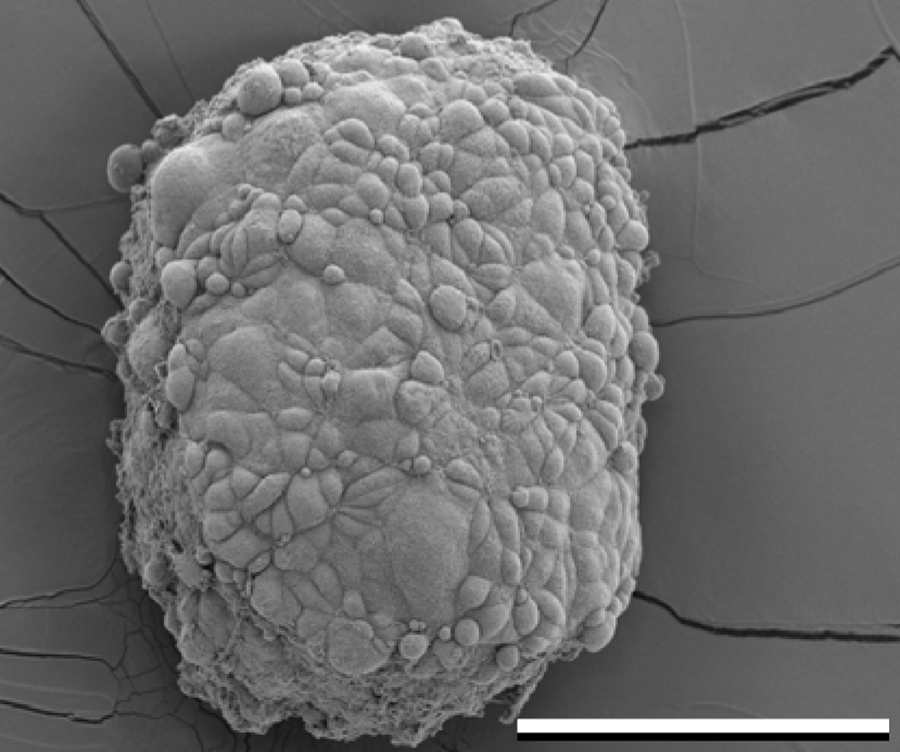
Microscopía electrónica de un esferoide de mesotelioma.

Los esferoides multicelulares son una técnica de cultivo celular útil para el estudio de la biología tumoral dada su gran similitud a los tumores in-vivo.

## Historia
Los esferoides multicelulares (Esf) constituyen un modelo experimental in vitro. Poseen una complejidad intermedia entre los cultivos en monocapa (Mc) y los tumores in vivo.
A pesar de presentar muchas de las limitaciones que acarrea un modelo experimental  in vitro, ofrece una herramienta para pruebas de sensibilidad a drogas citotóxicas, ya que se utilizan células adaptadas a las condiciones impuestas por la configuración espacial adquirida.
Una de las adaptaciones es la resistencia multicelular (multicellular resistance, MCR) producida por el entorno sólido de un tejido, que es un obstáculo mayor para muchas terapias antitumorales. 
Esta es una propiedad intrínseca de los tumores in vivo que normalmente no se manifiesta en células cultivadas en monocapa, pero sí cuando son cultivadas como esferoides multicelulares. Una vez que las células han establecido contacto con su microambiente (células homólogas, heterólogas y matriz extracelular), pueden cambiar su sensibilidad (comparadas con las respectivas monocapas) a las drogas antineoplásicas.
La resistencia multicelular comienza en menos de 24 horas después de iniciar el cultivo en esferoides, y en muchos casos las células pueden volverse resistentes a la mayoría de las drogas antitumorales, a la inmunoterapia y a diversas clases de radioterapia.
Los mecanismos involucrados incluyen:
- inhibición de la apoptosis por contacto entre células o entre célula y matriz;
- alta proporción de células quiescentes;
- modulación de la expresión de proteínas, incluyendo topoisomerasas y enzimas de reparación del DNA;
- potenciales problemas de permeabilidad;
- y presencia de un centro hipóxico y/o necrótico.[4]

Se puede considerar al esferoide como un todo, compuesto por una mezcla de estados celulares (capa externa o proliferativa; capa media o quiescente; capa interna o centro necrótico) que interaccionan entre sí in vitro. La interacción puede darse de manera directa (célula-célula) o indirecta (difusión de factores solubles).
Fue demostrado que estos agregados tridimensionales simulan fidedignamente el entorno celular que se encuentra en los tumores in vivo. En los tumores, las células en proliferación están usualmente localizadas a unas pocas capas celulares de distancia de los vasos sanguíneos, mientras que las células quiescentes y necróticas se ubican a distancias progresivas de los vasos.
La distancia entre los vasos y las áreas necróticas, medida en varios tumores humanos y de roedor, varía entre 50 y 250 μm. Notablemente, esta distancia es aproximadamente la misma que se observa en esferoides desde la periferia hasta la zona de necrosis, y depende del tipo celular y de su tasa metabólica, del grado de empaquetamiento celular y de las concentraciones de sustratos en el medio de cultivo.
Para la mayoría de las células humanas creciendo bajo condiciones óptimas de oxígeno y nutrientes, el grosor de las capas de células viables que rodean a los centros necróticos en los esferoides es de 100 a 220 μm, con volúmenes extracelulares del 35 al 55%, valores similares a los encontrados en tumores in vivo (Sutherland RM 1998).
A través de estas pequeñas distancias, de alrededor de 10 a 20 diámetros celulares, pueden desarrollarse diferencias significativas en el microambiente celular. Generalmente, la mayor parte de las células en división se encuentran de la tercera a la quinta capa más externa. Las células quiescentes se ubican más internamente e incluyen una importante proporción de células que son viables y replicativas cuando se las saca de este entorno.
Estas células pueden ser reclutadas para repoblar el compartimiento proliferativo, fenómeno difícil de lograr cuando se cultivan las células en monocapa.
Todas estas similitudes entre la biología tumoral y la biología del esferoide hace que el crecimiento in vitro de los esferoides mantenga las características de crecimiento observadas in vivo en los tumores. Ambas curvas empiezan con una rápida fase de crecimiento y luego les sigue una etapa más lenta donde se mantienen por un tiempo, dependiendo de las propiedades biológicas de cada célula.
Esta disminución en la tasa de crecimiento es conocida como retraso exponencial y está contemplada en la fórmula matemática conocida como Ecuación de Gompertz desarrollada en 1825 por Gompertz para el modelo actuarial, aplicada por primera vez en un contexto biológico y económico en 1932 por Winsor y aplicada por primera vez al crecimiento tumoral por Laird en 1964.
La principal desventaja de los esferoides es la dificultad técnica que conlleva ya que la mayoría de las técnicas que se utilizan en cultivo celular han sido diseñadas para cultivos en monocapa. Sin embargo, en los últimos años se han publicado trabajos donde se superan algunas de las limitaciones. Por ejemplo en el trabajo de se describe un protocolo para inmunofluorescencia utilizando un microscopio confocal en esferoides pequeños. Otro ejemplo es el protocolo para medir viabilidad celular en esferoides publicado por. Más aún, el número de publicaciones que usa esferoides ha aumentado en los últimos 10 años. La cantidad de artículos publicados en 2010 triplica en número a los trabajos publicados en el año 2000 (313 vs 111).
Más aún, palabras tales como neuroesferas, mamoesferas y melanoesferas empiezan a ser comunes en lenguaje científico cotidiano. Uno de los hallazgos más interesantes en los últimos años es que, al crecer en 3D, las células expresan marcadores celulares similares a los encontrados en las biopsias de los tumores de los cuales derivan.
Estos marcadores no se encuentran cuando se cultivan a las células en monocapa. En muchos de los casos los marcadores corresponden a células madres sugiriendo semejanzas entre el nicho biológico de los esferoides in vitro y el nicho biológico de los tumores in vivo.
Todo esto convierte a los esferoides multicelulares en un modelo con excelente potencial para aplicaciones biomédicas y clínicas, ya que combinan la relevancia de la organización tisular con el ambiente controlado por la metodología in vitro.
Su implementación en el laboratorio abarata los costos para el rastreo de drogas con efectos citotóxicos sobre la célula tumoral per se, ya que reduce el número de animales de laboratorio al permitir diseñar los experimentos con datos más precisos.